# Аборт у тварин
Або́рт у твари́н — передчасне припинення вагітності з наступним розсмоктуванням зародка (прихований аборт) , виділення з матки мертвого плода (викидень) чи недоношеного плода (недоносок), або ж затриманням у матці мертвого плода з наступною його муміфікацією, мацерацією чи петрифікацією. За А.П. Студєнцовим аборти у тварин поділяють на незаразні, інфекційні та інвазійні.
Незаразні аборти виникають внаслідок недостатньої або неповноцінної годівлі, згодовування недоброякісних кормів, поганих умов утримання і догляду за вагітними тваринами, важкої роботи тощо.
Інфекційні та інвазійні аборти спостерігають при інфекційних захворюваннях (бруцельоз, вібріоз, трихомоноз, туберкульоз, ящур, лептоспіроз тощо), в тому числі, і при паразитарних інвазіях.
За часом виникнення аборти бувають ранніми і пізніми, а за проявами у багатоплідних тварин повними і неповними.
Боротьба: усунення причин, що породжують аборти, проведення профілактичних і лікарських заходів, а також запровадження штучного осіменіння тварин.